# Dẽ nhỏ
Calidris minuta là một loài chim trong họ Scolopacidae.

## Hình ảnh

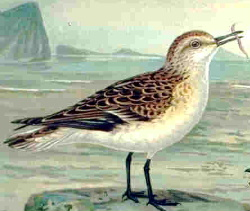
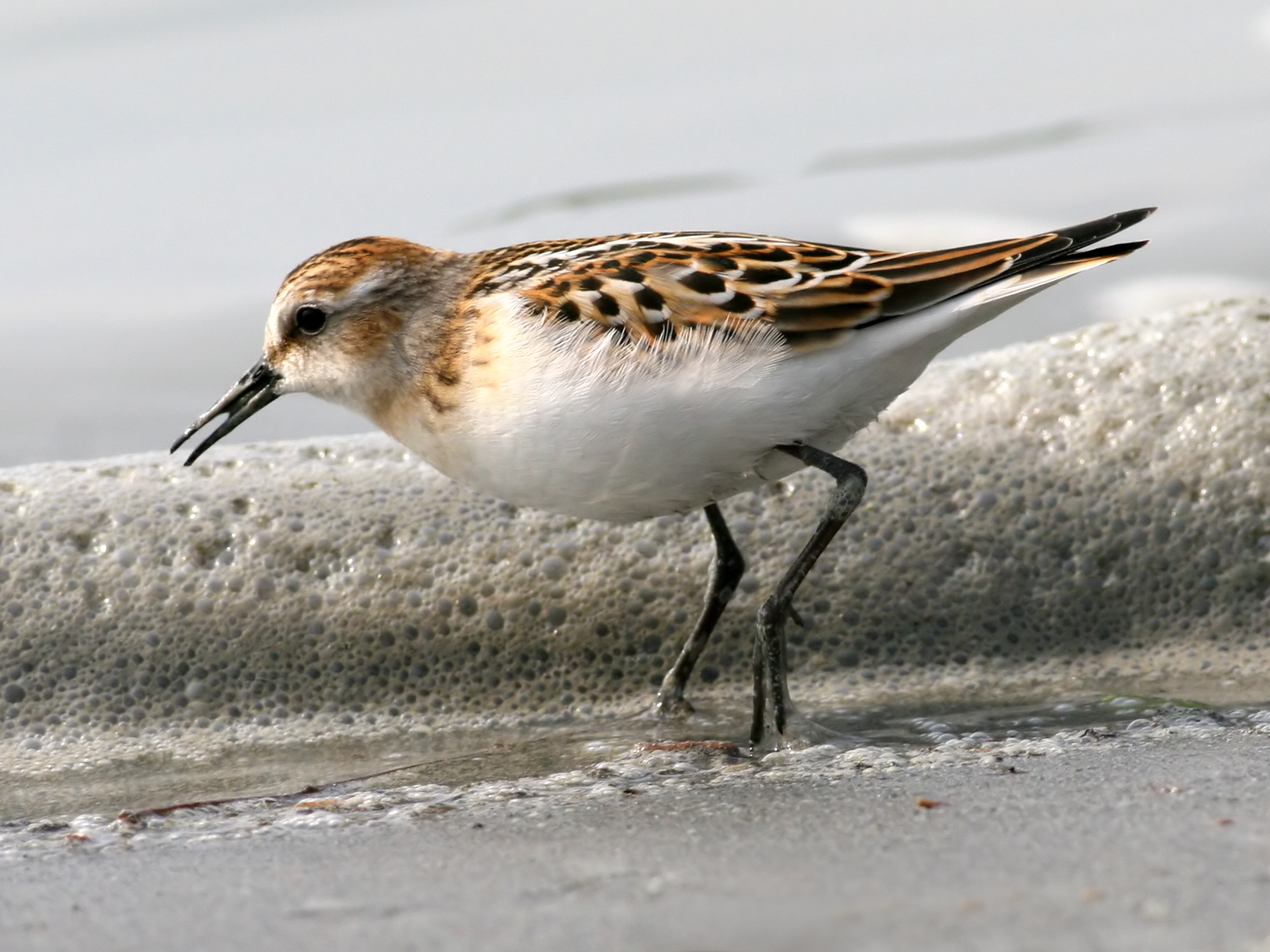
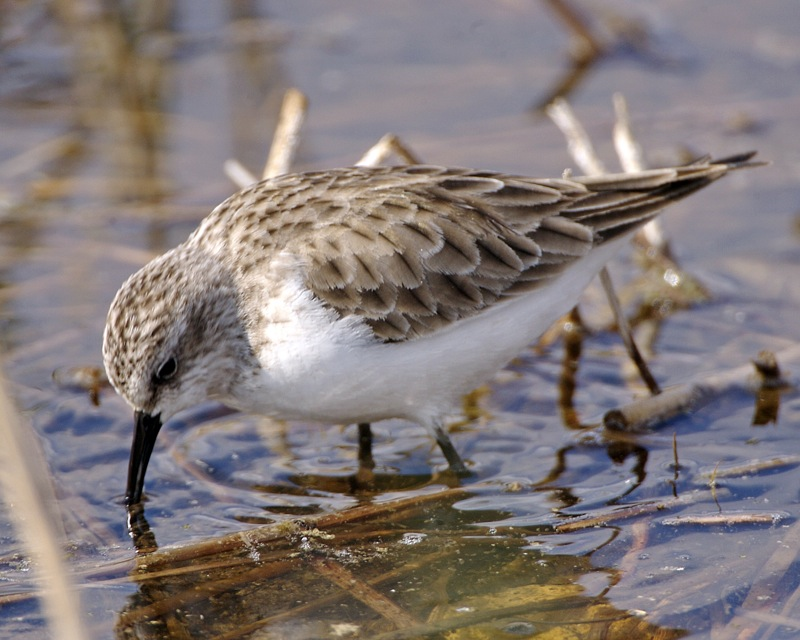
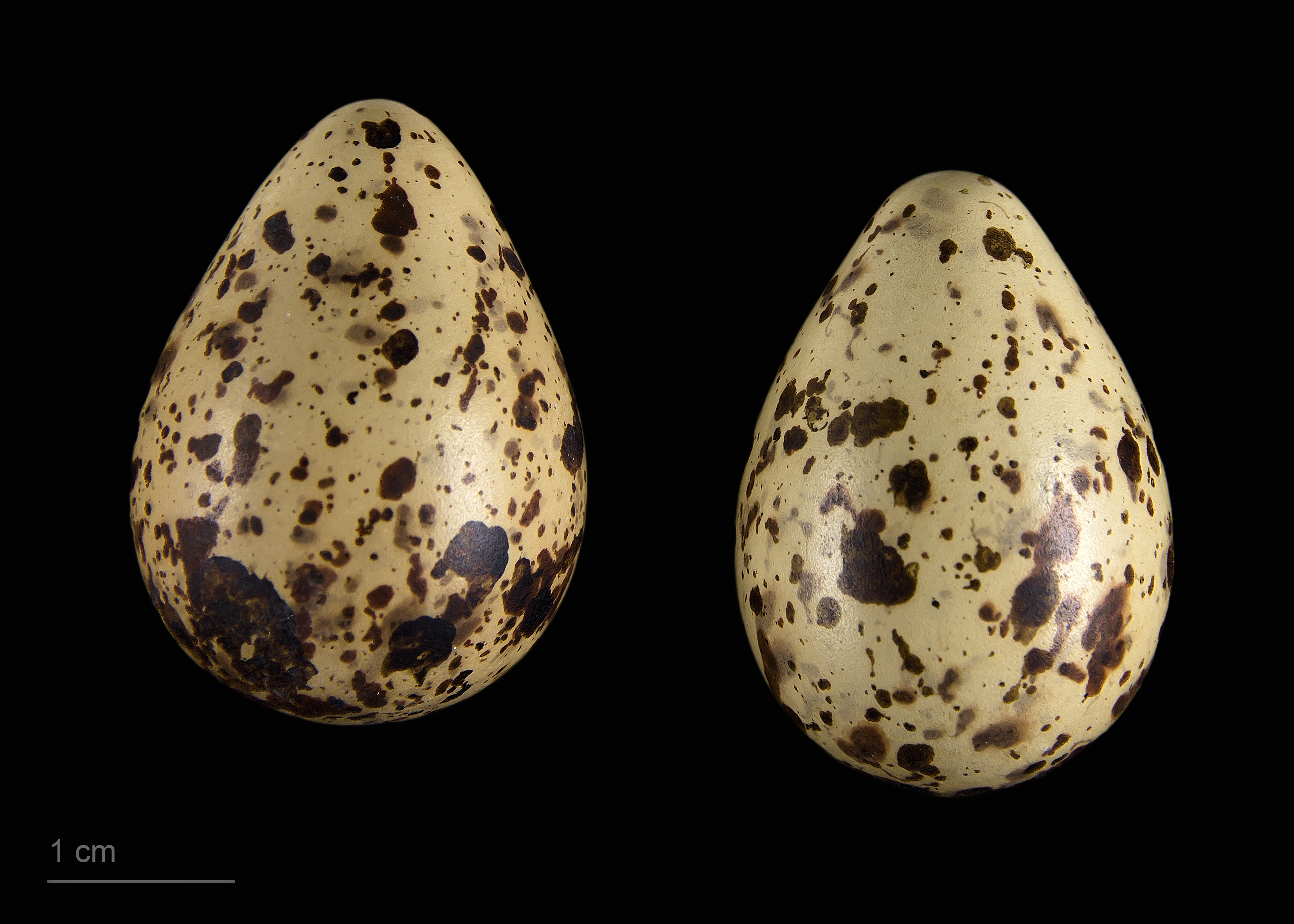
Museum specimen
- Calidris minuta